# Железничка станица Тангула
Тангула је највиша железничка станица на свету и лежи на 5068 метара надморске висине, високо у планинама Тибета. Станица је део трасе Ћинхгај-Тибет, која повезује Сининг и Ласу a отворена је 24. августа 2005. За 255 метара је виша од перуанске железнице, која је имала титулу највише железнице.